# Lisenser Fernerkogel
De Lisenser Fernerkogel of Lüsener Fernerkogel is een 3298 m hoge berg in de Stubaier Alpen in Tirol, Oostenrijk. De bergtop ligt ten noordwesten van het Stubaital, aan het einde van het Lüsenstal, een zijdal van het Sellraintal.
De meest gebruikelijke route voert van de Franz Senn Hütte in drie en een half uur over gletsjers en sneeuw, met de laatste honderd meter via een relatief makkelijke rotsklim, naar de top.